# Sexy Bitch
"Sexy Bitch" (tạm dịch: Đĩ gợi dục, hay còn được biết đến như "Sexy Chick", tạm dịch: Gà con gợi dục trong phiên bản sạch) là một bài hát của DJ kiêm nhà sản xuất âm nhạc người Pháp David Guetta hợp tác với ca sĩ người Mỹ gốc Sénégal Akon nằm trong album phòng thu thứ tư của anh, One Love (2009). Nó được phát hành như là đĩa đơn thứ hai trích từ album vào ngày 26 tháng 7 năm 2009 bởi Virgin Records và EMI Records. Tại Hoa Kỳ, "Sexy Bitch" được gửi đến các đài phát thanh vào ngày 1 tháng 9 năm 2009, thông qua Astralwerks cùng với Capitol Records. Bài hát được viết lời bởi hai nghệ sĩ với Giorgio Tuinfort, Jean-Claude Sindres và Sandy Vee, trong khi phần sản xuất được đảm nhiệm bởi Guetta, Sindres và Vee. Đây là một bản electro-hop với nội dung đề cập đến một người đàn ông thể hiện sự mê đắm của mình với một người phụ nữ gợi cảm. Bài hát được thực hiện trong một đêm sau khi Guetta và Akon gặp nhau tại một buổi hòa nhạc.
Sau khi phát hành, "Sexy Bitch" nhận được những phản ứng đa phần là tích cực từ các nhà phê bình âm nhạc, trong đó họ đánh giá cao giai điệu bắt tai cũng như quá trình sản xuất của nó, mặc dù vấp phải nhiều ý kiến tiêu cực liên quan đến nội dung lời bài hát. Tuy nhiên, "Sexy Bitch" đã gặt hái những thành công vượt trội về mặt thương mại, đứng đầu các bảng xếp hạng ở Úc, Áo, Bỉ, Canada, Pháp, Đức, New Zealand và Vương quốc Anh, nơi nó trở thành đĩa đơn quán quân thứ hai của Guetta và thứ ba của Akon vươn đến ngôi vị số một. Tại Hoa Kỳ, bài hát đạt vị trí thứ năm trên bảng xếp hạng Billboard Hot 100, và là đĩa đơn đầu tiên trong sự nghiệp của Guetta lọt vào top 5. Ngoài ra, nó còn được chứng nhận ba đĩa Bạch kim từ Hiệp hội Công nghiệp ghi âm Hoa Kỳ (RIAA), và đã bán được hơn 3.5 triệu bản tại đây.
Video ca nhạc cho "Sexy Bitch" được đạo diễn bởi Stephen Schuster và ghi hình tại Ibiza, Tây Ban Nha và Swindon, Anh, trong đó bao gồm những cảnh Guetta và Akon cùng nhau vui vẻ ở một bữa tiệc ngoài trời, trước khi họ cùng nhau trình diễn bài hát ở một câu lạc bộ, và kết thúc với cảnh Akon thức dậy vào ngày hôm sau trên giường. Để quảng bá bài hát, hai nghệ sĩ đã trình diễn "Sexy Bitch" trên nhiều chương trình truyền hình và lễ trao giải lớn, bao gồm giải thưởng Âm nhạc Thế giới năm 2010 cũng như trong nhiều lễ hội âm nhạc và bữa tiệc trong nhà. Kể từ khi phát hành, nó đã được hát lại và sử dụng làm nhạc mẫu bởi nhiều nghệ sĩ khác nhau, như Lil Wayne, Paloma Faith và Alexandra Stan. Ngoài ra, "Sexy Bitch" cũng đánh dấu sự hợp tác thành công đầu tiên giữa Guetta và Akon, và họ đã tiếp tục thực hiện những tác phẩm cùng nhau trong tương lai, bao gồm "Crank It Up" cho album phòng thu thứ năm của Guetta, Nothing but the Beat (2011), và "Play Hard" cho album tái bản Nothing but the Beat 2.0 (2012).

## Danh sách bài hát
| - Đĩa CD tại Anh quốc 1. "Sexy Bitch" – 3:14 2. "Sexy Bitch" (bản mở rộng) – 5:12 - Đĩa CD tại Pháp 1. "Sexy Bitch" – 3:14 2. "Sexy Bitch" (Chuckie & Lil' Jon phối lại) – 5:58 3. "Sexy Chick" (bản tại Hoa Kỳ) – 3:13 4. "Sexy Bitch" (video ca nhạc) – 3:31 - Đĩa CD tại châu Âu 1. "Sexy Bitch" (Chuckie & Lil' Jon phối lại) – 5:58 2. "Sexy Bitch" (Koen Groeneveld phối lại) – 7:15 3. "Sexy Bitch" (Koen Groeneveld phối lại) (David Guetta chỉnh sửa lại giọng) – 7:30 4. "Sexy Bitch" (Abel Ramos Atlanta With Love phối lại) – 7:13 5. "Sexy Bitch" (Afrojack phối lại) – 4:45 6. "Sexy Bitch" (bản mở rộng) – 5:12 7. "Sexy Bitch" – 3:14 | - Đĩa CD tại Hoa Kỳ 1. "Sexy Bitch" (Chuckie & Lil' Jon phối lại) – 5:58 2. "Sexy Bitch" (Koen Groeneveld phối lại) – 7:15 3. "Sexy Bitch" (Koen Groeneveld phối lại) (David Guetta chỉnh sửa lại giọng) – 7:30 4. "Sexy Bitch" (Abel Ramos Atlanta With Love phối lại) – 7:13 5. "Sexy Bitch" (Afrojack phối lại) – 4:45 6. "Sexy Bitch" (Footlose phối lại) – 5:12 7. "Sexy Bitch" (bản album) – 3:14 8. "Sexy Bitch" (bản mở rộng) – 5:12 9. "Sexy Bitch" (bản mở rộng không lời) – 5:12 10. "Sexy Chick" (bản album sạch) – 3:14 11. "Sexy Chick" (bản album mở rộng) – 5:12 |

## Thành phần thực hiện
- Viết lời — Giorgio Tuinfort, Aliaume Thiam, David Guetta, Jean-Claude Sindres, Sandy Vee
- Sản xuất — David Guetta, Jean-Claude Sindres, Sandy Vee

Thành phần thực hiện được trích từ ghi chú của One Love, Virgin Records, EMI France.

## Xếp hạng
| Bảng xếp hạng (2009-10)                                | Vị trí cao nhất |
| ------------------------------------------------------ | --------------- |
| Úc (ARIA)                                              | 1               |
| Áo (Ö3 Austria Top 40)                                 | 1               |
| Bỉ (Ultratop 50 Flanders)                              | 1               |
| Bỉ (Ultratop 50 Wallonia)                              | 1               |
| Canada (Canadian Hot 100)                              | 1               |
| LỖI: PHẢI CUNG CẤP year CHO BẢNG XẾP HẠNG Cộng hòa Séc | 1               |
| Đan Mạch (Tracklisten)                                 | 2               |
| Châu Âu (European Hot 100 Singles)                     | 1               |
| Phần Lan (Suomen virallinen lista)                     | 2               |
| Pháp (SNEP)                                            | 1               |
| Đức (Official German Charts)                           | 1               |
| Hungary (Rádiós Top 40)                                | 6               |
| Hungary (Dance Top 40)                                 | 1               |
| Ireland (IRMA)                                         | 2               |
| Ý (FIMI)                                               | 8               |
| Israel (Media Forest)                                  | 1               |
| Hà Lan (Dutch Top 40)                                  | 3               |
| Hà Lan (Single Top 100)                                | 4               |
| New Zealand (Recorded Music NZ)                        | 1               |
| Na Uy (VG-lista)                                       | 3               |
| Romania (Romanian Top 100)                             | 3               |
| Tây Ban Nha (PROMUSICAE)                               | 5               |
| Thụy Điển (Sverigetopplistan)                          | 2               |
| Thụy Sĩ (Schweizer Hitparade)                          | 2               |
| Anh Quốc (OCC)                                         | 1               |
| Hoa Kỳ Billboard Hot 100                               | 5               |
| Hoa Kỳ Adult Pop Airplay (Billboard)                   | 30              |
| Hoa Kỳ Dance Club Songs (Billboard)                    | 1               |
| Hoa Kỳ Latin Pop Songs (Billboard)                     | 12              |
| Hoa Kỳ Pop Airplay (Billboard)                         | 3               |
| Hoa Kỳ Tropical Airplay (Billboard)                    | 11              |
| Hoa Kỳ Rhythmic (Billboard)                            | 3               |

| Bảng xếp hạng (2000-09)              | Vị trí |
| ------------------------------------ | ------ |
| Australia (ARIA)                     | 8      |
| Austria (Ö3 Austria Top 40)          | 6      |
| Germany (Official German Charts)     | 73     |
| Netherlands (Dutch Top 40)           | 68     |
| UK Singles (Official Charts Company) | 88     |

| Bảng xếp hạng (2009)                 | Vị trí |
| ------------------------------------ | ------ |
| Australia (ARIA)                     | 2      |
| Australia Dance (ARIA)               | 2      |
| Austria (Ö3 Austria Top 75)          | 4      |
| Belgium (Ultratop 50 Flanders)       | 14     |
| Belgium (Ultratop 40 Wallonia)       | 9      |
| Canada (Canadian Hot 100)            | 16     |
| Denmark (Tracklisten)                | 14     |
| Europe (European Hot 100 Singles)    | 3      |
| Finland (Suomen virallinen lista)    | 12     |
| France (SNEP)                        | 16     |
| Germany (Official German Charts)     | 13     |
| Hungary (Rádiós Top 40)              | 72     |
| Hungary (Dance Top 40)               | 19     |
| Ireland (IRMA)                       | 11     |
| Italy (FIMI)                         | 33     |
| Netherlands (Dutch Top 40)           | 10     |
| Netherlands (Single Top 100)         | 23     |
| New Zealand (Recorded Music NZ)      | 3      |
| Norway (VG-lista)                    | 10     |
| Sweden (Sverigetopplistan)           | 13     |
| Switzerland (Schweizer Hitparade)    | 15     |
| UK Singles (Official Charts Company) | 12     |
| US Hot Dance Club Songs (Billboard)  | 6      |
| Bảng xếp hạng (2010)                 | Vị trí |
| Australia (ARIA)                     | 84     |
| Australia Dance (ARIA)               | 18     |
| Austria (Ö3 Austria Top 75)          | 58     |
| Belgium (Ultratop 40 Wallonia)       | 28     |
| Canada (Canadian Hot 100)            | 28     |
| Europe (European Hot 100 Singles)    | 23     |
| Germany (Official German Charts)     | 79     |
| Hungary (Rádiós Top 40)              | 46     |
| Hungary (Dance Top 40)               | 15     |
| Italy (FIMI)                         | 68     |
| Netherlands (Dutch Top 40)           | 244    |
| Romania (Romanian Top 100)           | 67     |
| Spain (PROMUSICAE)                   | 12     |
| Sweden (Sverigetopplistan)           | 42     |
| Switzerland (Schweizer Hitparade)    | 26     |
| UK Singles (Official Charts Company) | 174    |
| US Billboard Hot 100                 | 26     |
| US Pop Songs (Billboard)             | 16     |
| US Rhythmic (Billboard)              | 16     |

## Chứng nhận
| Quốc gia                                                                           | Chứng nhận  | Số đơn vị/doanh số chứng nhận |
| ---------------------------------------------------------------------------------- | ----------- | ----------------------------- |
| Úc (ARIA)                                                                          | 5× Bạch kim | 350.000^                      |
| Áo (IFPI Áo)                                                                       | Bạch kim    | 30.000*                       |
| Bỉ (BEA)                                                                           | Bạch kim    | 0*                            |
| Canada (Music Canada)                                                              | Vàng        | 40,000^                       |
| Đan Mạch (IFPI Đan Mạch)                                                           | Bạch kim    | 0^                            |
| Phần Lan (Musiikkituottajat)                                                       | Vàng        | 6,735                         |
| Pháp (SNEP)                                                                        | Kim cương   | 400.000*                      |
| Đức (BVMI)                                                                         | Bạch kim    | 500.000^                      |
| Ý (FIMI)                                                                           | Bạch kim    | 20.000*                       |
| New Zealand (RMNZ)                                                                 | 2× Bạch kim | 20.000*                       |
| Tây Ban Nha (PROMUSICAE)                                                           | Bạch kim    | 40.000*                       |
| Thụy Điển (GLF)                                                                    | Bạch kim    | 20.000‡                       |
| Thụy Sĩ (IFPI)                                                                     | 4× Bạch kim | 120.000^                      |
| Anh Quốc (BPI)                                                                     | Bạch kim    | 740,000                       |
| Hoa Kỳ (RIAA)                                                                      | 3× Bạch kim | 3,507,000                     |
| * Chứng nhận dựa theo doanh số tiêu thụ. ^ Chứng nhận dựa theo doanh số nhập hàng. |             |                               |